# Caroline Klauhold
Caroline Klauhold, geborene von der Embde (auch Karoline, Lina; * 31. Januar 1812 in Kassel; † 28. November 1867 in Hamburg) war eine deutsche Bildnis-, Genre- und Landschaftsmalerin.

## Leben
Caroline war eine der vier Töchter des in Kassel tätigen Malers August von der Embde (1780–1862) und dessen Ehefrau Sophie Charlotte geb. Henschel (1787–1856), Tochter des Stückgießers und Unternehmensgründers Georg Henschel und Schwester des Bildhauers Johann Werner Henschel und des Fabrikanten Carl Anton Henschel.
Sie war, wie auch ihre jüngere Schwester Emilie, Schülerin und Mitarbeiterin ihres Vaters, dessen Genre- und Porträtmalerei ihren Stil sehr beeinflusste. Sie griff seine beliebtesten Motive auf und malte, wie ihr Vater, überwiegend Einzel- und Gruppenbildnisse des gehobenen Kasseler Bürgertums und des hessischen Adels, häufig vor Landschaftshintergründen oder detailreichen ländlichen Genreszenen, aber auch einige reine Landschaftsbilder. Häufig vollendete sie auch die Kompositionen des Vaters, so dass es oft schwierig ist, beider Arbeiten eindeutig voneinander zu trennen. Ihre biedermeierlich fein lasierende Malweise ließ kaum eine Unterscheidung von der ihres Vaters zu. In der Tat sollen die Bildnisse Kasseler Bürger, die nach der Jahrhundertmitte unter dem Namen des Vaters entstanden, überwiegend von Caroline stammen.
1850 bis 1852 war sie in Düsseldorf tätig, und von 1849 bis 1860 nahm sie an Ausstellungen in Bremen, Dresden, Kassel, Köln, München und Wiesbaden teil. 1854 heiratete sie den Juristen Alfred Klauhold, ehemals Staatsanwalt beim Obergericht in Rotenburg an der Fulda, der während des Kurhessischen Verfassungskonflikts 1851 den Dienst quittiert hatte, und zog mit ihm nach Bremen. Klauhold wurde 1856 Direktor der Hamburg-Bremer Feuer-Versicherungs-Gesellschaft in Hamburg und zog mit seiner Frau dorthin. Seit ihrer Hochzeit signierte die Malerin mit „Klauhold von der Embde“.

## Werke
Im „Bestandskatalog der Gemälde des 19. Jahrhunderts“ der „Museumslandschaft Hessen Kassel“ finden sich 42 ihrer Werke.